# Gelastocera viridimacula
Gelastocera viridimacula är en fjärilsart som beskrevs av W. Warren 1916. Gelastocera viridimacula ingår i släktet Gelastocera och familjen trågspinnare. Inga underarter finns listade i Catalogue of Life.